# فرصة العمر (فلم)
فرصة العمر هو فيلم بريطاني من عام 1950 بطولة ، أنتج وشارك في كتابة وإخراج برنارد مايلز . كان يُنظر إلى تصويرها للعلاقات الصناعية على أنه مثير للجدل ورفض الموزعون في البداية عرضه. تم ترشيحه لجائزة BAFTA لعام 1951 لأفضل فيلم بريطاني ، والتي تم منحها إلى المصباح الأزرق .

## الحبكة
في أوقات التقشف التي أعقبت الحرب العالمية الثانية ، يعمل ديكنسون بجد لمحاولة استمرار مصنعه للأدوات الزراعية الفاشلة. ومع ذلك ، فإن عماله الساخطين لا يقدرون جهوده ، ويستاءون من بلاند ، مدير أعماله التنمرية. لقد تم تركيب صندوق اقتراحات بعد أن يشتكي العمال من أنه لم يستمع إليهم أبدًا ، ولكن بعد أن هدد مدير الأعمال المتأخرين ، فإن الرد الوحيد هو الإهانة. عندما أقال بلاند كاتب الاقتراح ، بولجر ، أضربت القوى العاملة. يواجههم ديكنسون ، وفي خضم هذه اللحظة ، يخبرهم أنه يعمل بجد أكبر مما يفعلون ويتجرأ عليهم على إدارة العمل بأنفسهم. يطلب باكستر من الآخرين قبول اقتراحه ، وانتخبوا ستيفنز وموريس للقيام بذلك. تفاجأ ديكنسون ، لكنه وافق على مضض على السماح للمصنع بالدخول إليه بشرط أن يدفع له سنويًا 5٪ من القيمة الرأسمالية للشركة ، أي ما يعادل 120 جنيهًا إسترلينيًا في الأسبوع.
استقال بلاند ، الآنسة كوبر ، سكرتيرة ديكنسون ، مدير الأعمال ، رئيس العمال وعدد قليل من الآخرين. في تلك الليلة ، نصحه محامي ديكنسون وطبيبه باستغلال الموقف كفرصة لأخذ عطلة وتوصية الآنسة كوبر بالعودة إلى العمل.
يقوم المورد بتغيير شروط الائتمان الخاصة به ، مما يتسبب في أزمة مالية. لا يرغب مدير البنك المحلي في تمديد قرض مؤقت ، لذلك يذهب ستيفنز إلى المكتب الرئيسي للبنك في مدينة لندن ويتحدث إلى المدير العام للبنك ، السير روبرت ديسارت ، ولكن دون حظ. أخيرًا ، طرح ستيفنز وموريس سندات الملكية في منازلهما ، وجمع بالمر المال على بوليصة التأمين الخاصة به ، وبعد تذمر بعض العمال الآخرين ، يشكلون المبلغ المطلوب.
بعد الدعاية الصحفية لهذا المصنع المملوك للعمال ، اتصل وفد تجاري من بلد (وهمي) من Xenobia بالمصنع لترتيب عرض لـ "المحراث أحادي الاتجاه" الذي كان ديكنسون يعمل عليه. تدعو الآنسة كوبر ديكنسون للحضور ، لكنه يراقب فقط من مسافة بعيدة. أعجب Xenobians وطلبوا 800 محراث مقابل 50000 جنيه إسترليني. بعد توقيع العقد ، يصر آدم على أن الطريقة الوحيدة لتحقيق مثل هذا الطلب الكبير هي تركيز جهودهم على المحراث فقط ، مع استبعاد العمل الذي تعاقدوا معه مع العملاء القدامى. يعود موريس إلى أرض المصنع بدلاً من أن يكون طرفًا في التخلي عن زبائنهم الآخرين ، ويحل محله آدم.
وفي الوقت نفسه ، فإن قلة من العمال ، بقيادة باكستر ، غير راضين عن معدل الأجور الجديد المنخفض. يتم استدعاء اثنين من رجال النقابات العمالية لمحاولة تسوية الأمور ، ويتخلى باكستر في النهاية عن اعتراضاته.
يظهر ديكنسون في المصنع في وقت متأخر من الليل ويدعو الحارس لتناول فنجان من الكاكاو . يلتقي الآنسة كوبر ويتحدث معها حول سير الأمور. يعلم أن موردًا للصلب يؤخر التسليم ، لذلك ذهب في اليوم التالي لرؤية غاريت ، مديرها الإداري. يرفض غاريت التجربة بشدة ويرفض مساعدتها ، لكن ديكنسون يقترح أن مقال صحفي حول تخريبها ، مع صورة غاريت ، لن يكون في مصلحته الفضلى. يتم تسليم الفولاذ.
ثم أعلنت حكومة Xenobian أنه "نظرًا لوضعها من العملات الأجنبية ، تم تعليق جميع تراخيص الاستيراد المعلقة". يعود ديكنسون وهو قادر على إيجاد عملاء أجانب آخرين للمحاريث. عندما تم تجنب الكارثة ، ذهب للمغادرة ، فقط لستيفنز ليعيد له منصبه القديم. يقبل ديكنسون منصبًا أقل ، ويشير إلى أن آدم يجب أن يكون المدير العام. يخرج ستيفنز قائلاً إنه يفضل القيام بعمل حقيقي.

## التفاعل
رفضت دور السينما البريطانية "رانك" و "أسوشييتد" عرض الفيلم ، بدعوى أنه سياسي للغاية و "من شأنه أن يزعج أرباب العمل". جادلت وزارة العمل واتحاد أرباب العمل البريطانيين بأن الفيلم سيضر بعلاقات الإدارة والموظفين ، لا سيما في ضوء الاضطرابات الصناعية المتجددة في أوائل عام 1950. جادل رئيس مجلس التجارة ، هارولد ويلسون ، في مجلس الوزراء بأن هذا كان رد فعل مبالغًا فيه ووافق مجلس الوزراء على إصدار الفيلم ، باستخدام قانون الأفلام لعام 1948 لضمان عرض الفيلم في دائرة السينما الرئيسية. 
كان الفيلم فشلًا غير متوقع في شباك التذاكر.  وجدت دراسة استقصائية جماعية في ذلك الوقت أن ثلث الأشخاص الذين شاهدوا الفيلم فقط كانوا يعتزمون القيام بذلك ، مع قيام غالبية الحضور بذلك "إما بدافع العادة [في حضور السينما] أو لأنهم لم يكن لديهم أي شيء. من الأفضل القيام به. 

## طاقم العمل
- باسل رادفورد في دور ديكنسون
- نيال ماكجينيس بدور (فرانك) باكستر
- برنارد مايلز في دور (جورج) ستيفنز
- جوليان ميتشل بدور (تيد) موريس
- كينيث مور مثل آدم (واتسون)
- جيفري كين بدور (هاري) بولجر
- جوزفين ويلسون في دور ملكة جمال كوبر
- جون هارفي في دور بلاند
- راسل ووترز في دور بالمر
- باتريك تروتون في دور غلاية
- هاتي جاك في دور أليس
- بيتر جونز ، برنارد ريبل وإريك بولمان مثل Xenobians
- ايمي فينيس في دور سيدة ديفيس
- ستانلي فان بيرز في دور كالفيرت
- نورمان بيرس في دور فرانكلين
- جوردون ماكليود في دور جاريت
- كومبتون ماكنزي بدور السير روبرت ديسارت
- نايجل فيتزجيرالد في دور بنينجتون
- أليستر هنتر في دور جروفز (طبيب ديكنسون)
- مولي بالمر في دور ميلي
- جورج ستريت كرجل نقابي أول
- ستانلي روز كرجل نقابي ثاني
- إريك تشيتي في دور سيلاس بايك
- ليونارد شارب في دور ميتش
- جون بودينجتون في منصب كاتب البنك
- هيلدا فينمور ، هيلين هارفي ، بيجي آن كليفورد ، سام كيد ، جيم واتس ، هنري بريس ، باسيل كونارد ، أنتوني هالفبيني ، هويل ديفيز ودونالد تاندي بدور العمال

## روابط خارجية
- Chance of a Lifetime  في قاعدة بيانات الأفلام على الإنترنت (بالإنجليزية)
- [http://allmovie.com/movie/v130602 Chance of a Lifetime

] على موقع أول موفي.